# Baixa Verde
Baixa Verde is een van de 19 microregio's van de Braziliaanse deelstaat Rio Grande do Norte. Zij ligt in de mesoregio Agreste Potiguar en grenst aan de microregio's Agreste Potiguar, Angicos, Macau en Litoral Nordeste. De microregio heeft een oppervlakte van ca. 1.957 km². In 2006 werd het inwoneraantal geschat op 61.451.
Vijf gemeenten behoren tot deze microregio:
- Bento Fernandes
- Jandaíra
- João Câmara
- Parazinho
- Poço Branco

Mesoregio's: Agreste Potiguar · Central Potiguar · Leste Potiguar · Oeste Potiguar

Microregio's: Angicos · Agreste Potiguar · Baixa Verde · Borborema Potiguar · Chapada do Apodi · Litoral Nordeste · Litoral Sul · Macaíba · Macau · Médio Oeste · Mossoró · Natal · Pau dos Ferros · Seridó Ocidental · Seridó Oriental · Serra de São Miguel · Serra de Santana · Umarizal · Vale do Açu